# Taneto
Taneto is een plaats (frazione) in de Italiaanse gemeente Gattatico.